# Jurasteig
Der Jurasteig ist ein Rundwanderweg in Bayern (und daher im eigentlichen Sinne kein Fernwanderweg), „dessen Hauptroute ... den Umfang und das Ausmaß der Oberpfälzer Alb in seiner Kompaktheit nahezu zusammenfassend nachzeichnet“. Ausgehend von Kelheim durchzieht er auf einer Strecke von 237 km den Oberpfälzer Jura, auch mittlere Frankenalb genannt, um nach 13 Tagesetappen zuletzt zum Ausgangspunkt zurückzuführen. Den höchsten und den niedrigsten Punkt markieren der Habsberg in der Lauterach-Kuppenalb bzw. Matting (an der Donau). Kastl im Lauterachtal und die Weltenburger Enge (Donaudurchbruch bei Weltenburg) markieren den nördlichsten und südlichsten Etappenpunkt. Entlang des Hauptweges sind zusätzliche 18 Schlaufenwege (Rundwege) definiert.

## Wegverlauf
Der Jurasteig verläuft von Kelheim aus zunächst östlich im Donautal, überquert die Donau bei Poikam und erreicht Bad Abbach. Von da aus geht es nach Norden weiter. Bei Matting wird die Donau auf einer Fähre überquert, und über Schönhofen kommt man in das Tal der Naab.
Der Jurasteig folgt den Höhen oberhalb des Naabtals flussaufwärts bis Kallmünz, ab dort dann dem Tal der Vils. Hier verläuft der Weg ein Stück weit gleich mit dem Östlichen Albrandweg des Fränkischen Albvereins bis Schmidmühlen.
Der Truppenübungsplatz Hohenfels wird nördlich umrundet. Über Hohenburg und Kastl zieht der Weg nach Nordwesten auf die Albhochfläche, um mit dem Habsberg (621 m) die höchste Erhebung der Gesamtstrecke zu erreichen.
Nun geht es in südwestlicher Richtung weiter. Der Weg erreicht den Landkreis Neumarkt in der Oberpfalz und das Tal der Weißen Laber, der man nach Süden folgt. Deining und Holnstein sind die wichtigsten Orte am Fluss. Bei Dietfurt schließlich mündet die Weiße Laber in die Altmühl.
Der letzte Teil des Jurasteigs folgt dem Altmühltal nach Südosten und stimmt dabei weitgehend mit dem Altmühltal-Panoramaweg überein. Über Riedenburg und Essing kommt man zum Donautal oberhalb von Kloster Weltenburg. Den Ausgangspunkt Kelheim erreicht man schließlich bei der Befreiungshalle.
Der genaue Wegverlauf der Routen ist in OpenStreetMap zu finden.

## Etappen (Hauptroute)

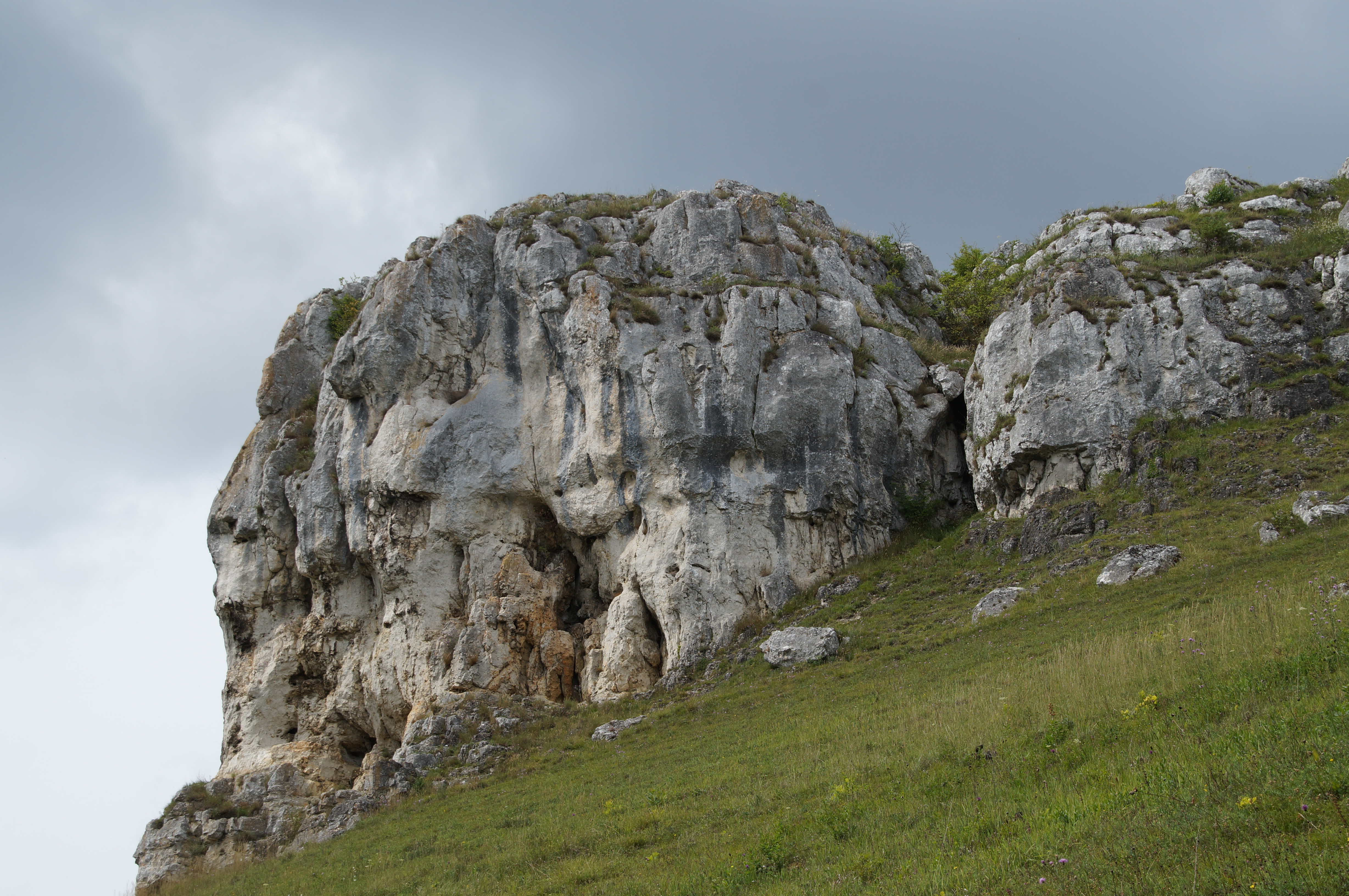
Felsformation am Jurasteig, Teilstrecke Alpiner Steig zwischen Eilsbrunn und Schönhofen

Die nachfolgende Aufteilung in 13 Etappen folgt der Webseite des Wanderwegs (www.jurasteig.de).
- Etappe 1: Kelheim – Bad Abbach (21,6 km)
- Etappe 2: Bad Abbach – Eilsbrunn (16,3 km)
- Etappe 3: Eilsbrunn – Pielenhofen (16,6 km)
- Etappe 4: Pielenhofen – Kallmünz (15,7 km)
- Etappe 5: Kallmünz – Schmidmühlen (17,9 km)
- Etappe 6: Schmidmühlen – Hohenburg (14,7 km)
- Etappe 7: Hohenburg – Kastl (16,3 km)
- Etappe 8: Kastl – Oberwiesenacker (15,5 km)
- Etappe 9: Oberwiesenacker – Deining (18,4 km)
- Etappe 10: Deining – Holnstein (19,5 km)
- Etappe 11: Holnstein – Dietfurt (15,8 km)
- Etappe 12: Dietfurt – Riedenburg (26,7 km)
- Etappe 13: Riedenburg – Kelheim (22,6 km)

Obwohl die Hauptroute des Wanderwegs – mit Ausnahme der niederbayerischen Gemeindegebiete von Riedenburg, Essing, Kelheim und Bad Abbach – „auf knapp drei Viertel seiner Gesamtlänge im Oberpfälzer Jura verläuft“ (Einzelnachweis (1) s. u. S. 222), sind in den offiziellen Jurasteig-Informationen der Tourismusvermarktung (Wanderführer, Faltplan, Wanderkarte) Bezüge zur Kultur- und Naturlandschaft der Oberpfalz weitgehend ausgeklammert; stattdessen wird auf eine landschaftliche Kunstfigur namens Bayerischer Jura als einer „Phantomregion“ verwiesen (dito, S. 222ff). 

## Schlaufenwege (Nebenroute)
Eine Besonderheit des Jurasteigs sind die Schlaufenwege, die von der Hauptroute abzweigen und wieder zu ihr zurückführen. Sie erschließen weitere Sehenswürdigkeiten des Oberpfälzer Jura. Jeder Schlaufenweg kann als höchstens eintägige Rundwanderung durchgeführt werden.
- Schlaufenweg 1 = Asam-Schlaufe: Ensdorf – Vierzehn-Nothelfer-Kirche – Rieden – Ensdorf (8,1 km)
- Schlaufenweg 2 = Bärenloch-Schlaufe: Traidendorf – Bärenloch – Rohrbach – Traidendorf (10,7 km)
- Schlaufenweg 3 = Burg Lengenfeld-Schlaufe: Dietldorf – Dexhof – Wasenhütte – Burglengenfeld – Wasenhütte – Dietldorf (22,6 km)
- Schlaufenweg 4 = Donau-Schlaufe: Kloster Weltenburg – Stausacker – Eining – Kloster Weltenburg (16,2 km)
- Schlaufenweg 5 = Hirschwald-Schlaufe: Blaugrund – Kreuth – Rieden – Vierzehn-Nothelfer-Kirche – Palkering – Blaugrund (19,2 km)
- Schlaufenweg 6 = Höhlenkundliche Schlaufe: Mühlbach – Eutenhofen – Mühlbach (12,8 km)
- Schlaufenweg 7 = Kaiser-Thermen-Schlaufe: Bad Abbach – Moosweiher – Peisenhofen – Bad Abbach (18,9 km)
- Schlaufenweg 8 = König-Ludwig-Schlaufe: Matzenhof – Ernersdorf – Berching – Holnstein – Matzenhof (20,8 km)
- Schlaufenweg 9 = König-Otto-Schlaufe: Oberweickenhof – König-Otto-Tropfsteinhöhle – Velburg – Oberweickenhof (18,3 km)
- Schlaufenweg 10 = Kuppenalb-Schlaufe: Habsberg – Unterwiesenacker – Hilzhofen – Habsberg (10,6 km)
- Schlaufenweg 11 = Mariahilf-Schlaufe: Lengenbach – Höhenberg – Mariahilf-Kirche – Arzthofen (13,3 km)
- Schlaufenweg 12 = Rechenfels-Schlaufe: Kastl – Pfaffenhofen – Kastl – Rechenfels – Kastl (11,5 km)
- Schlaufenweg 13 = Römer-Schlaufe: Eining – Sittling – Bad Gögging – Eining (13,7 km)
- Schlaufenweg 14 = Schwarze-Laber-Schlaufe: Alling – Eilsbrunn – Alling (10,5 km)
- Schlaufenweg 15 = Tillyland-Schlaufe: Breitenbrunn – Erggertshofen – Dietfurt – Breitenbrunn (17,6 km)
- Schlaufenweg 16 = Wallfahrer-Schlaufe: Habsberg – Trautmannshofen – Habsberg (15,8 km)
- Schlaufenweg 17 = Wolfsfährte zur Weißen Frau: Pielenhofen – Wolfsegg – Käfersdorf – Pielenhofen (9,3 km)
- Schlaufenweg 18 = Petersberg-Schlaufe: Holnstein – Petersberg – Ittelhofen – Petersberg – Holnstein (15 km)

## Markierung

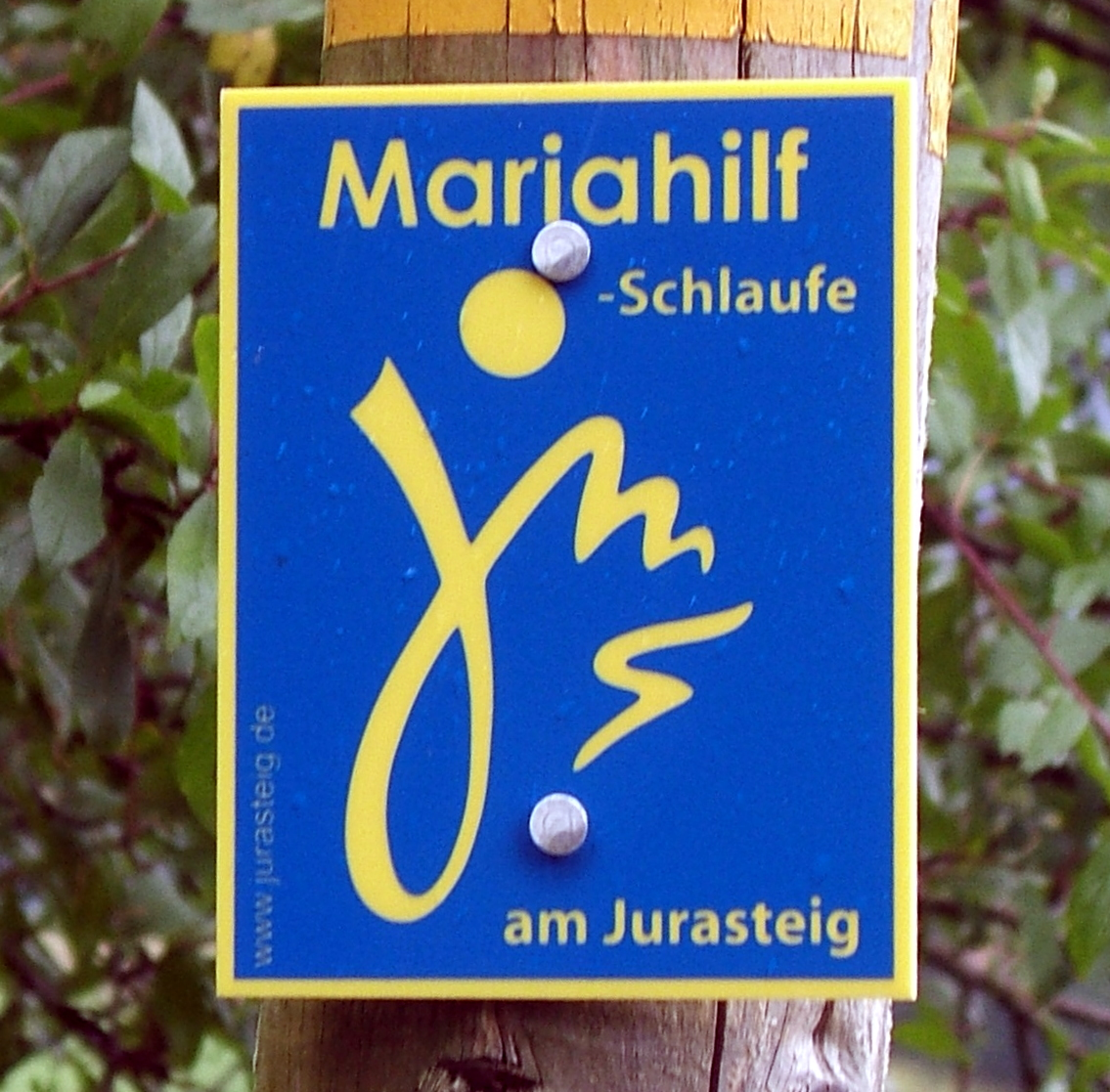
Bezeichnung der Mariahilf-Schlaufe

Die Markierung der Hauptroute des Jurasteigs ist ein stilisiertes handschriftliches J in blauer Farbe auf gelbem Grund. Der Schriftzug läuft in eine Linie aus, die man als eine grobe Skizze von Bergen oder Felsen interpretieren kann.

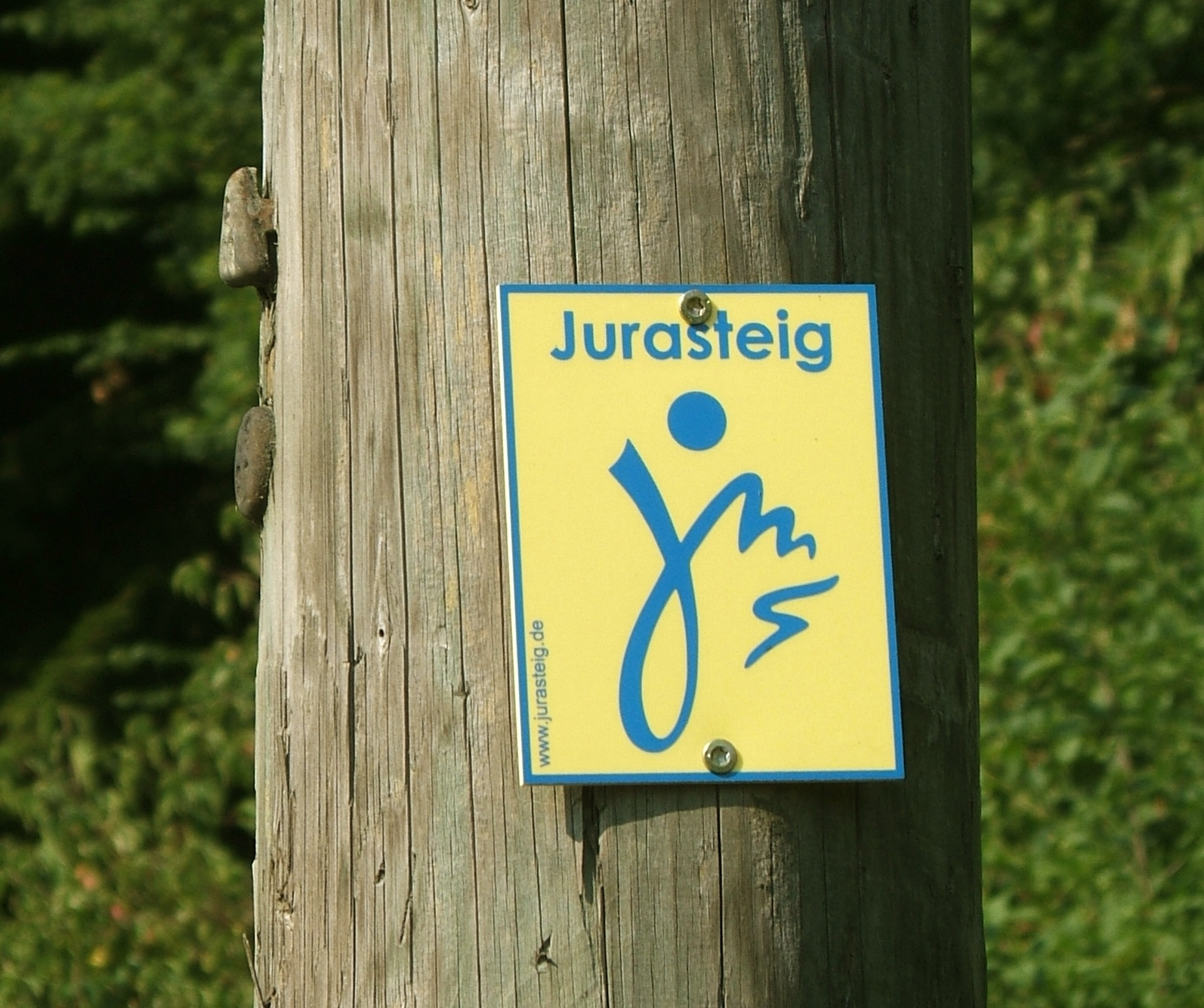
Markierung des Jurasteigs

Bei den Schlaufenwegen sind die Farben vertauscht. Hier ist die Hintergrundfarbe blau, und das stilisierte J ist gelb. Hinzu kommt, ebenfalls gelb auf blauem Grund, der Name der jeweiligen Schlaufe und der Zusatz „am Jurasteig“.

## Auszeichnung
Der Deutsche Wanderverband hat den Jurasteig im Oktober 2007 geprüft und ihm am 12. Januar 2008 das Prädikat Qualitätsweg Wanderbares Deutschland verliehen. Damit ist der Jurasteig, nach dem Frankenweg, dem Altmühltal-Panoramaweg, dem Erzweg, dem Fränkischen Gebirgsweg, dem Frankenalb-Panoramaweg und der Zeugenbergrunde ein weiterer Wanderweg im Bereich der Fränkischen Alb mit dieser Auszeichnung.

## Sonstiges
Seit 2013 findet jedes Jahr ein Ultramarathon, der JUNUT (Jurasteig Nonstop Ultratrail), über die Gesamtlänge des Jurasteigs statt.